# Cluny Castle (Aberdeenshire)

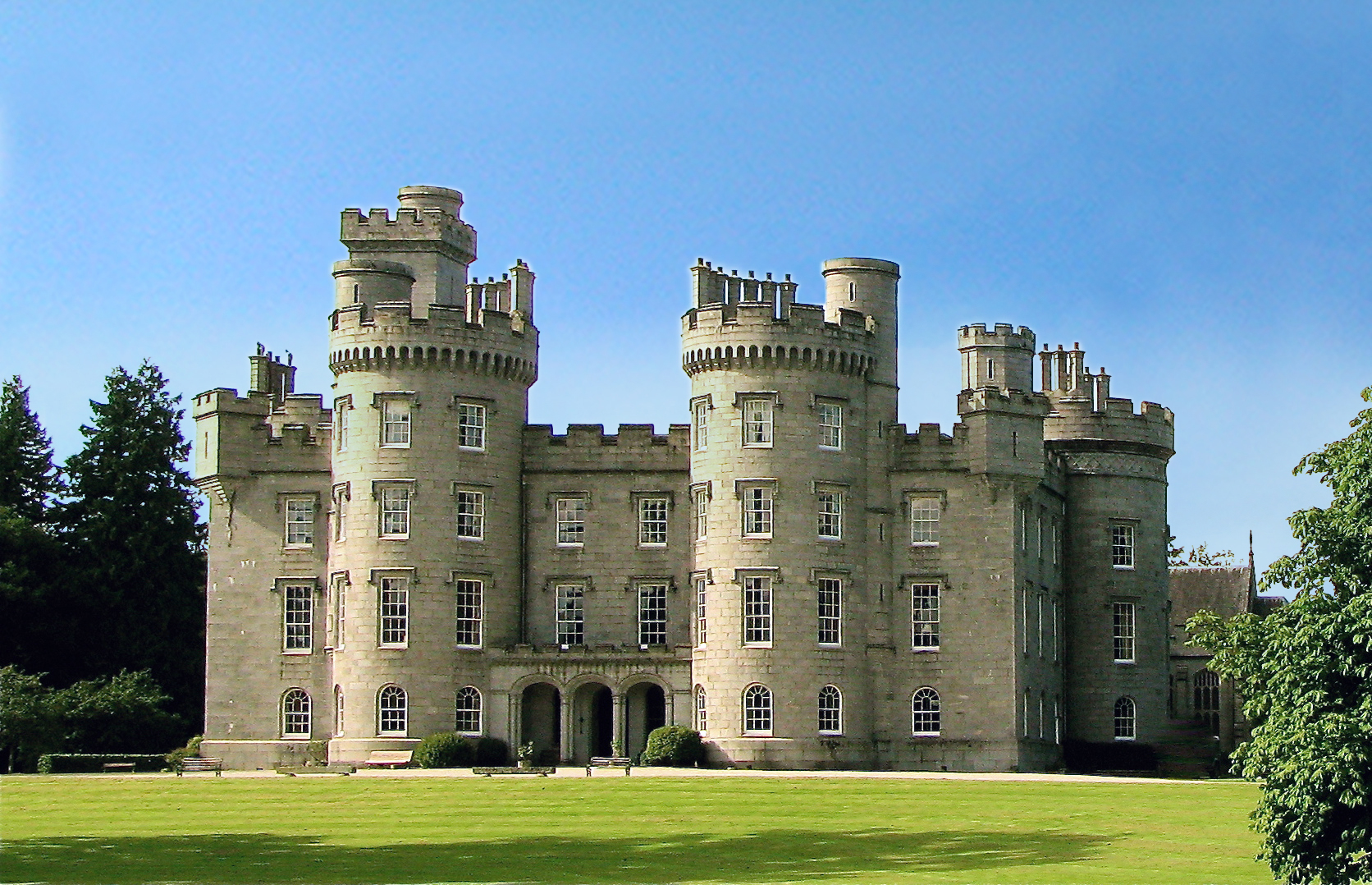
Vorderansicht von Cluny Castle

Cluny Castle ist eine Burg in der Gemeinde Cluny südlich des Dorfes Monymusk und nördlich des Dorfes Sauchen in der schottischen Council Area Aberdeenshire. Ursprünglich wurde sie um 1604 als Wohnturm mit Z-förmigem Grundriss errichtet und ersetzte entweder ein Haus oder einen kleinen Peel Tower. Das Anwesen gehörte über die Jahrhunderte drei verschiedenen Linien des Clan Gordon und diente Mitte des 18. Jahrhunderts als Zufluchtsstätte für jakobitische Rebellen. 1820 beauftragte der damalige Eigner, Colonel John Gordon, den Architekten John Smith mit der Planung und Realisierung ausgedehnter Anbauten. Zwei Flügel der Burg und die angrenzende Privatkapelle wurden 1926 durch einen Brand zerstört, aber später wieder restauriert.
Historic Scotland hat Cluny Castle als historisches Bauwerk der Kategorie A gelistet und es diente als Schauplatz für Filme. Das Anwesen wurde 2006 in das Inventory of Gardens and Designed Landscapes in Scotland aufgenommen.
Bis heute befindet sich das Anwesen in den Händen des Barons von Cluny. Es ist nicht öffentlich zugänglich, aber Firmen können das Gebäude anmieten und in der Kapelle werden Hochzeiten abgehalten.

## Geschichte
Zu einem nicht bekannten Zeitpunkt von 1325 verlehnte König Robert the Bruce die Ländereien von Cluny (schottisch-gälisch für „Wiese“) an den Gatten seiner Schwester Mary, Alexander Fraser. Die Ländereien wurden dann in der Familie weitervererbt über Adam Gordon of Huntly und die Earls of Huntly an John Gordon, einen jüngeren Sohn des 3. Earl. Dessen Sohn, Sir Thomas Gordon († 1607) ließ die Burg als Ersatz für ein früheres Haus oder einen Peel Tower erbauen. Die Ländereien erbte sein Sohn Alexander Gordon, der der vierte Herr von Cluny wurde. 1636 zwangen die Baukosten der Burg in Verbindung mit anderen finanziellen Schwierigkeiten zum Verkauf des Anwesens. Bis 1680 hatte die Burg verschiedene Eigner, vermutlich Gläubiger von Alexander Gordon, dann kam sie in die Hände von Robert Gordon von der Familienlinie aus Gordonstoun. Bis Mitte des 18. Jahrhunderts verblieb sie in dieser Linie der Familie.
Die Gordons von Cluny war in den Jakobitenaufstand von 1745 verwickelt und hatte auch Schulden angesammelt. Dies führte dazu, dass die Burg um 1753 an den dritten Zweig der Familie Gordon überging; das genaue Datum ist nicht bekannt. Der neue Eigentümer, John Gordon (1695–1769) war von obskurer Provenienz. Er war ein Kaufmann aus Edinburgh, aber auch Kommissionär von Cosmo Gordon, 3. Duke of Gordon (1720–1752). John Gordons Sohn hieß ebenfalls Cosmo Gordon (1736–1800) und er erbte das Anwesen nach dem Tod seines Vaters 1769. Er war Politiker und Mitbegründer der Royal Society of Edinburgh. Er ließ einige Arbeiten an der Burg durchführen, aber es gibt keine Aufzeichnungen darüber, welche dies waren. 1790 wurde Robert Adam mit der Erstellung von Plänen für eine Neugestaltung der Burg beauftragt und 1793 sein Geschäftspartner und jüngerer Bruder James Adam ebenfalls, aber keiner dieser Pläne kam zur Ausführung. Cosmo Gordon, dessen Gattin Mary Baillie bereits vorher verstorben war, verschied 1800 und ihm folgte sein Bruder Charles Gordon nach, der vom Geschichtswissenschafter Slade als „exzentrisch und extrem geizig“ beschrieben wird. Als Charles Gordon am 8. Mai 1814 starb, stellte sich heraus, dass er verschiedene Vermächtnisse an seine Kinder hinterlassen hatte: Sein ältester Sohn John, der später Colonel bei der Armee und Parlamentsabgeordneter werden sollte, erbte Cluny Castle und den Rest der Ländereien plus 30.000 £. In den Jahren, in denen das Anwesen im Eigentum von Charles Gordon war, wurde nichts darin investiert.

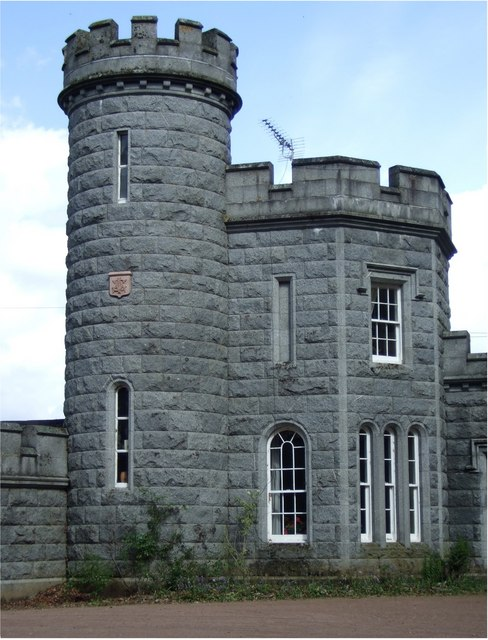
South Lodge, Cluny Castle

Unter der Ägide von Colonel Gordon wurden ausgedehnte Anbauten an der Burg erstellt, beginnend um 1820. Colonel Gordon hatte vorher die Ländereien seines Onkels, eines Kaufmanns von den Westindischen Inseln, geerbt und vermehrte sein Vermögen weiter, indem er weitere Ländereien, zum Beispiel auf North Uist, South Uist, Benbecula und Barra kaufte. Der Colonel starb 1858; in einem Nachruf wurde er „der reichste Bürger im nördlichen Teil des Königreiches“ genannt. In The Times vom 23. Juli 1858 wurde sein Vermögen auf 2–3 Mio. £ geschätzt und man stellte fest, dass er „zweifellos der reichste Bürger in Schottland“ gewesen sei. Er war unverheiratet, hatte aber vier uneheliche Kinder; alle bis auf seinen ältesten Sohn John (ca. 1820–1878) starben jedoch vor ihm. Trotz einiger Erbschaftsprozesse, die sich über 20 Jahre hinzogen, erbte sein einzig verbleibenden Sohn John, der am 29. März 1852 Captain der Miliz von Aberdeenshire geworden war, 1858 die Ländereien. Der Captain ließ mit den Renovierungen der Burg und dem Ausbau der Gärten und Parks durch Anlage künstlicher Seen und lichten Waldes fortfahren.
Captain Gordon starb 1878, ebenfalls ohne Nachkommen. Emily Pringle, seine zweite Frau, heiratete dann Sir Reginald Cathcart und wurde zu Lady Cathcart. Die Ländereien wurden von einem Treuhänder (The Cluny Trust) verwaltet, den Colonel Gordon noch zu Lebzeiten gegründet hatte. Im September 1926 breitete sich ein Brand, der in der Nähe der Küche entstanden war, aus, verursachte ausgedehnte Schäden an zwei Flügeln der Burg und zerstörte die Privatkapelle vollständig. Nach dem Tod von Lady Cathcart 1932 fiel das Anwesen an einen Vetter von Captain Gordon, Charles Arthur Linzee. Dieser nahm den Namen „Linzee Gordon“ an um die Bedingung zu erfüllen, die Colonel Gordon in einem Kodizill festgelegt hatte, das er am 21. Juni 1852 seinem letzten Willen hinzufügte. In einem früheren Dokument vom 5. Oktober 1835 hatte der Colonel erklärt, dass er möchte, dass seine unehelichen Kinder erbten, aber er nicht heiraten wollte, um dies zu erleichtern. Das Kodizill stellte sicher, dass der Familienname erhalten blieb, indem es festlegte, das alle Erben der Ländereien „daran gebunden und verpflichtet sind, den Familiennamen 'Gordon', das Familienwappen und die Bezeichnung 'Gordon of Cluny' dauernd zu tragen, zu verwenden und zu behalten, für alle Zeiten nach ihrer Nachfolge oder dem Besitz meiner Ländereien und Anwesen, als ihren richtigen Nachnamen, Wappen und Bezeichnung“.
Historic Scotland hat die Burg im April 1971 als historisches Bauwerk der Kategorie A gelistet.

## Architektur

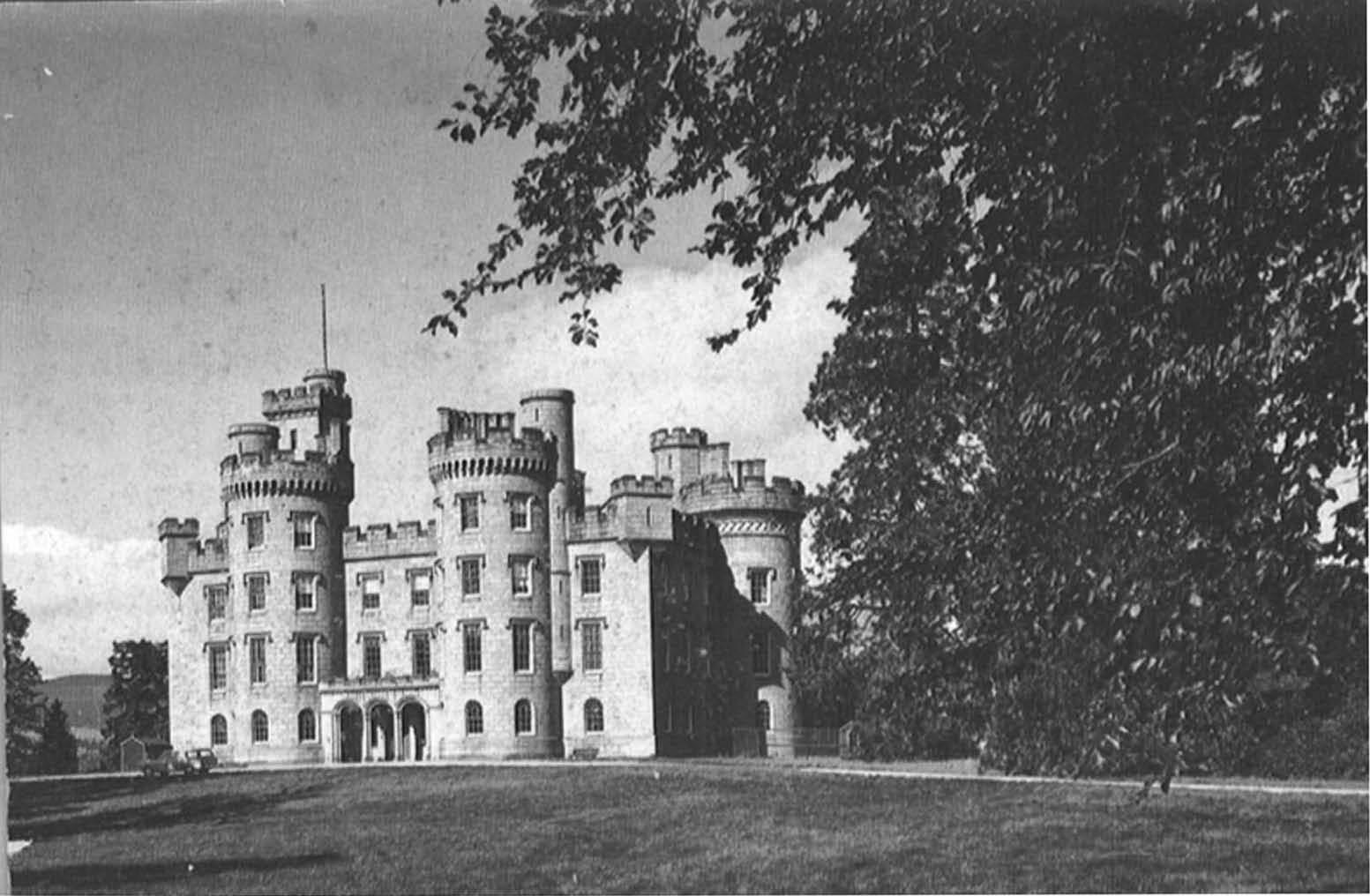
Cluny Castle 1966

Der Bau des originalen Wohnturms mit Z-förmigem Grundriss war 1604 abgeschlossen; es gibt einen Gedenkstein mit der Inschrift „Thom. Gordon a Cluny miles me fecit 1604“. Der Baumeister Ian (John) Bell (Bel) soll das ursprüngliche Cluny Castle entworfen und gebaut haben, ebenso wie das nahegelegene Castle Fraser. MacGibbon und Ross sind der Meinung, dass Cluny Castle vor 1604 errichtet wurde, Claypotts Castle im Stil ähnele und daher zu etwa der gleichen Zeit gebaut wurde.
Der Architekt der Stadt Aberdeen, John Smith wurde in den 1820er-Jahren beauftragt, die Burg grundlegend umzugestalten. Die Durchführung der Arbeiten zog sich mehrere Jahre hin und bedeutete, dass die Burg bis 1832 nicht als Wohnung zu nutzen war. Die Arbeiten zogen sich bis zum Beginn der 1840er-Jahre hin. Die alte Burg wurde mit den neuen Flügeln in eine Granitverkleidung eingeschlossen und ihr Rittersaal im 1. Obergeschoss wurde zum Hauptspeisezimmer. Ein Klon der alten Burg wurde östlich des ursprünglichen Gebäudes errichtet und beide Gebäudeteile mit einem Riegel verbunden, in dem die Eingangshalle, das Haupttreppenhaus und die Lange Galerie untergebracht wurden. Der Salon und der Frühstücksraum befanden sich im 1. Obergeschoss des Klons. Der Baugrund fiel zur Rückseite der Gebäude hin ab und so wurde ein zusätzliches Kellergeschoss dort angefügt. Rundtürme, Bogenfenster mit Verdachungen und mit Zinnen versehene Brüstungen, gestützt auf Konsolen, waren in dem neuen Gebäude enthalten. Der schon existierende Turm an der Westfassade wurde durch Hinzufügen eines weiteren, großen Stückes mit quadratischem Grundriss beträchtlich aufgestockt.
Wesentliche Teile der Burg wurden im September 1926 ein Raub der Flammen. Der Hauptblock war nicht betroffen, aber zwei Flügel und die Kapelle wurden durch den Brand erheblich beschädigt. Die Restaurierungsarbeiten wurden umgehend durchgeführt – ein Bericht des Aberdeen Journal schätzte die Reparaturkosten auf zwischen 60.000 £ und 70.000 £. Die Kapelle wurde so wieder aufgebaut, dass sie der früheren ähnlich war, und die Hofflügel wurden etwas umgebaut.
Die späteren Anbauten wurden erstmals vom Architekturhistoriker H. Gordon Slade 1978 als „der schockierendste Missbrauch architektonischer Bemühungen und des Granits im Nordosten von Schottland“ beschrieben. 1981 aber revidierte er seine Meinung und schrieb: „Die architektonischen Qualitäten der Burg, so wie sie John Smith umgestaltet hat, wurden besser sichtbar und beeindruckend, je mehr man sich mit ihnen vertraut macht, und man kann, wenn man einmal das Bedauern über den Verlust des alten Cluny [Castle] beiseite lässt, dem neuen Cluny [Castle] die Verdienst nicht absprechen.“ Ein wohlangesehener Archäologe, Ian Shepherd, charakterisierte es „als fantastischstes Gebäude im Scottish Baronial Stil, das man im Osten Schottlands finden kann.“

## 21. Jahrhundert

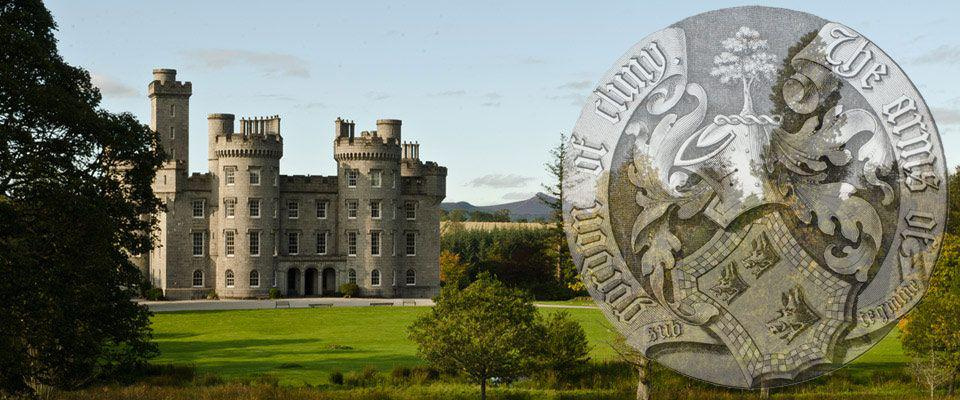
Cluny Castle mit dem Helmkleinod der Familie Gordon

Die Burg verblieb in privater Hand. Der heutige Baron of Cluny, Cosmo Linzee Gordon erbte sie 2010, als er das 18. Lebensjahr vollendete.
Einige Szenen des Films Die Queen mit Helen Mirren in der Hauptrolle wurden auf der Burg gedreht. Cluny Castle ist nicht öffentlich zugänglich, aber Firmen können dort Räumlichkeiten für Veranstaltungen und Konferenzen mieten. Zusätzlich ist es möglich, dort Hochzeiten abzuhalten, wobei die Hochzeitszeremonie in der Privatkapelle stattfindet, in der bis zu 100 Personen Platz finden.
Seit 2006 hat Historic Scotland die Gärten und Parks im Inventory of Gardens and Designed Landscapes in Scotland gelistet. Sie werden als bemerkenswert in der künstlerischen Gestaltung eingereiht und erhalten eine hohe Wertschätzung in gartengestalterischer, baumgestalterischer und waldgestalterischer Hinsicht, insbesondere wegen der dort im 19. Jahrhundert angepflanzten Wellingtonien.